# Hot Dog (canção)
"Hot Dog" é uma canção lançada pela banda britânica de rock Led Zeppelin no álbum In Through the Out Door em 1979, lançada como lado B na canção "Fool in the Rain".